# Augustin Dumay
Augustin Dumay (* 17. Januar 1949 in Paris) ist ein französischer Violinist und Dirigent.

## Leben
Augustin Dumay wurde in eine Musikerfamilie hineingeboren und erhielt ab dem fünften Lebensjahr Geigenunterricht von seinem Vater. Ab dem 10. Lebensjahr konnte er das Pariser Konservatorium besuchen. Nach Erhalt der Goldmedaille nahm er während fünf Jahren Privatunterricht, unter anderem bei Arthur Grumiaux in Brüssel.
Mit 14 Jahren konzertierte er auf einem Festival in Montreux, wo er die Aufmerksamkeit der anwesenden Geiger Henryk Szeryng und Joseph Szigeti auf sich zog, die ihn weitervermittelten. Seine internationale Laufbahn begann 1979 nach einem Konzert unter Leitung des Dirigenten Herbert von Karajan in Paris. Hiernach machte er eine glänzende solistische Karriere, welche ihn mit den besten Orchestern und den berühmtesten Dirigenten auftreten ließ. Er erhielt unzählige Schallplattenpreise und nahm an zahlreichen Festivals teil, so in Montreux, Bath, Berlin, Luzern, Aix-en-Provence, Leipzig und im Lincoln Center New York.
Von September 2003 bis Januar 2014 leitete Dumay das „Königliche Kammerorchester der Wallonie“ (Belgien), welches 1958 durch die rumänische Geigerin Lola Bobesco (1921–2003) gegründet wurde.
Außerdem ist er einer der Betreuer-Dozenten an der „Chapelle Musicale Reine Elisabeth“ in Brüssel. Dort werden junge Berufsmusiker intensiv auf ihre Laufbahn vorbereitet. Hier werden auch alljährlich die Finalisten des Königin-Elisabeth-Wettbewerbs (Concours Musical Reine Elisabeth) betreut und vorbereitet.
Von 2002 bis 2005 war Dumay künstlerischer Leiter des Musikfestivals im südfranzösischen Menton. 2008 wurde er offiziell zum ersten Gastdirigenten des „Kansai Philharmonic Orchestra“  in Osaka ernannt. Bis 2012 war er musikalischer Leiter des „Metropolitan-Orchesters Lissabon“.
Der Filmregisseur Gérard Corbiau erstellte 2008 eine Filmbiografie über den Geiger; „Augustin Dumay, Laisser une trace dans le cœur“.
Augustin Dumay war mit der Pianistin Maria João Pires verheiratet, mit der er u. a. sämtliche Violinsonaten von Ludwig van Beethoven aufgenommen hat. Derzeit ist Dumay mit der Cellistin und Musikmanagerin Anne Hermant verheiratet.